# Lourenço Beirão da Veiga
Lourenço Beirão da Veiga (7 september 1979) is een Portugees autocoureur.

## Carrière
In 2002 nam Beirão da Veiga deel aan de Eurocup Formule Renault 2.0. In 2008 nam hij deel aan de Seat Leon Eurocup. Door een overwinning in Estoril kreeg hij een uitnodiging om in de ronde op Brands Hatch in de WTCC deel te nemen voor het team Sunred Engineering.
Zijn eerste grote titel behaalde hij in 2009, toen hij het Spaanse GT-kampioenschap won naast zijn landgenoot Ricardo Bravo.